# Colpocyclops longispinosus
Colpocyclops longispinosus – gatunek widłonoga z rodziny Halicyclopidae. Nazwa naukowa gatunku została po raz pierwszy opublikowana w 1974 roku przez ukraińskiego zoologa Władysława Monczenkę.